# Die Stadt der singenden Flamme

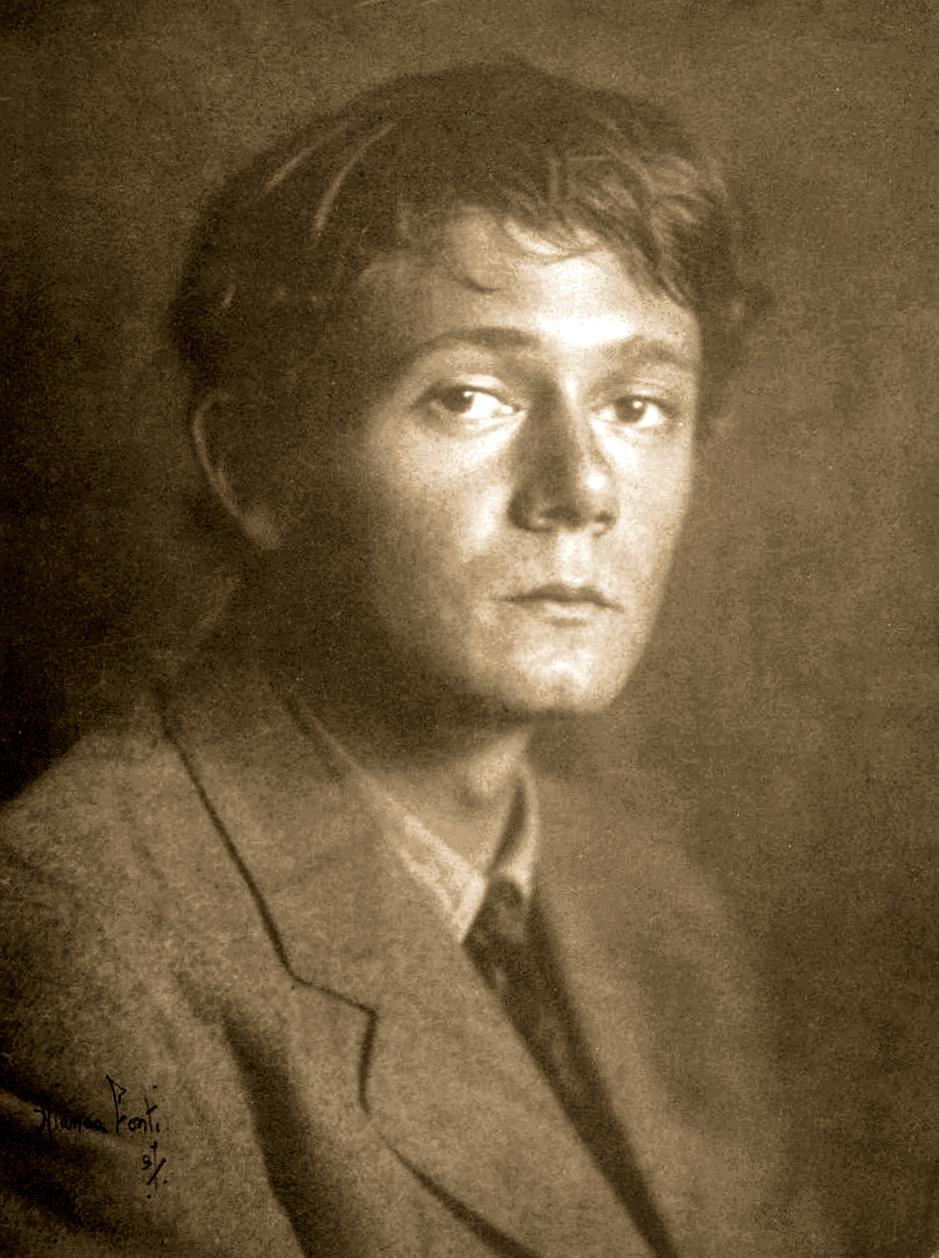
Clark Ashton Smith (1912)

Die Stadt der singenden Flamme (englischer Originaltitel: The City of the Singing Flame) ist der Titel einer Kurzgeschichte des amerikanischen Schriftstellers Clark Ashton Smith, die er im Januar 1931 schrieb und im Juli desselben Jahres in Hugo Gernsbacks Science-Fiction-Magazin Wonder Stories veröffentlichte.
Eine deutsche Übersetzung von Friedrich Polakovics erschien 1970 in dem Sammelband Saat aus dem Grabe der Bibliothek des Hauses Usher und 1982 als Nachdruck in der Phantastischen Bibliothek des Suhrkamp Verlages.
Die Erzählung gehört zu Smiths bekanntesten Werken, verbindet Science-Fiction- mit Fantasy-Elementen und war so erfolgreich, dass er eine Fortsetzung unter dem Titel Beyond the Singing Flame schrieb, die am 30. Juni 1931 abgeschlossen und im November erneut in Wonder Stories veröffentlicht werden konnte.

## Struktur und Inhalt
Der Ich-Erzähler Philip Hastane berichtet vom spurlosen Verschwinden des Schriftstellers Giles Angarth und seines Freundes Ebbonly, über das in zahlreichen Zeitungsartikeln spekuliert wurde und das vermutlich ein Rätsel bleiben werde. Nachdem Angarth wieder aufgetaucht ist, präsentiert Hastane dessen Tagebuch, das eine phantastisch anmutende Geschichte enthält, deren Fakten er mittlerweile überprüfen konnte. Er will es dem Leser überlassen, den Berichten zu glauben oder sie als Hirngespinste abzutun.
In seinen Aufzeichnungen beschreibt Angarth eine Wanderung durch die nordkalifornische Berglandschaft von Crater Ridge, die unweit des Gipfels in der Nähe seiner Blockhütte liegt. Als er ein Geröllfeld auf der Suche nach kurios geformten Steinen durchwandert, fällt ihm eine seltsame Konstellation auf. Zwei Felsblöcke ähneln einander und erinnern an die Sockel alter Säulen, die im Laufe der Zeit nahezu gänzlich verwittert sind.
Er tritt zwischen die beiden Reste, verliert den Boden unter den Füßen und fällt in einen schwarzen Abgrund. Als er sich nach einem schwindelerregenden Sturz besinnt, erblickt er eine fremde Landschaft, die mit ihrem bernsteinfarbenen Himmel, dem violetten Gras und den purpurnen Pflanzen außerhalb des Sonnensystems zu liegen scheint. Nicht weit entfernt erhebt sich eine düstere Stadt, deren Türme und Mauern ins Firmament ragen.
Hinter ihm stehen zwei Säulen, deren Abstand dem der zwei Felsblöcke entspricht und die den Beginn einer Straße andeuten, die in die Stadt führt. Offensichtlich hat er ein Portal entdeckt, durch das er auf einen anderen Planeten gelangen kann. Als er erneut zwischen die Säulen tritt, landet er nach einem ebenso turbulenten Sturz wieder in seiner Welt.
Einige Tage später begibt er sich erneut in die andere Dimension. Auf der gewaltigen, von Monolithen gesäumten Straße fallen ihm eigenartige Wesen auf, die keinerlei Notiz von ihm nehmen und wie er der Stadt zustreben. Irgendwann nimmt er eine verführerische Musik wahr, die aus ihrem Zentrum zu kommen scheint. Er hält sich für unmusikalisch und ist daher verwundert, wie tief sie ihn durchdringt und ihren Bann schlägt. Ihre jenseitigen Klänge sind überwältigend, scheinen wunderbare Dinge zu versprechen und gaukeln ihm einen Raum von „überirdischer Freude und Freiheit“ vor.
Vor den Stadtmauern reißt er sich los und kehrt zurück, wird indes von den Nachklängen verfolgt.
In der Hoffnung, der Musik widerstehen zu können, bricht er zwei Tage später wieder auf und betritt die Stadt. Der berauschenden Melodie folgend, dringt er immer „tiefer in den Dschungel jener monumentalen Bauten“ und erreicht einen riesenhaften Tempel, aus dessen Eingang sich die Klangmassen ergießen. Während er die Säulengänge entlangstreift, erscheint ihm die Musik wie ein in Töne verwandeltes Elixier, das „übermenschliches Leben verleiht [...] die hochfliegenden großartigen Träume der Unsterblichen schenkt“ und sich in ihm zu „einer göttlichen Trunkenheit“ steigert.
In dunkler Vorahnung stopft er sich Watte in die Ohren, als wollte er sich – ähnlich wie Odysseus vor dem Sirenengesang – vor einer betörenden Gefahr schützen. Im Zentrum des Bauwerks erreicht er endlich die Quelle der Musik: Eine aus dem Boden auflodernde Flamme, die wie eine Fontäne emporsteigt und stetig anzuwachsen scheint.
Um die singende Flamme haben sich viele außerirdische, schöne und majestätische Kreaturen versammelt und vollführen gebetsartige Gesten. Als die Feuerfontäne weiter anwächst und die Musik immer neue Dimensionen des Ausdrucks erreicht, verspürt er den jähen Wunsch, sich in das lodernde Feuer zu stürzen, um für einen kurzen und letzten Moment seines Lebens alle Herrlichkeiten der Welt zu genießen. Zwar kann er der Musik widerstehen und sich losreißen, muss aber mitansehen, wie einige der Wesen einem vermutlich ähnlichen Verlangen nicht widerstehen können und sich der Flamme opfern, deren Licht mittlerweile die ganze Halle erfüllt.
Nach einigen Tagen kehrt er mit seinem Freund Ebbonly, der einen „Hang zum Bizarren und Überirdischen“ hat, durch das Portal in die Stadt zurück. Seine Mahnung, sich die Ohren zu verstopfen, schlägt der Freund aus, weil er die Empfindungen nicht abschwächen will. Anfänglich von zahlreichen architektonischen und anderen Details begeistert, verfällt er zunehmend der Musik und reagiert unter ihrem betäubenden Einfluss nicht mehr auf die Warnungen Angarths, der ihn selbst durch heftiges Schütteln nicht aus dem tranceartigen Zustand befreien kann.
Noch mächtiger als beim letzten Mal erzählt die singende Flamme vom „Verzücken der Motte, die in ihrem Lodern verging“.
Voller Entsetzen muss Angarth mitansehen, wie sein Freund aus der großen Menge der ekstatischen Gläubigen nach vorn läuft und sich vor ihm ins Feuer stürzt. Er flüchtet und kehrt in seine Welt zurück, bekennt aber, sich nicht mehr gegen die Musik wehren zu können und die Stadt erneut aufzusuchen.

## Entstehung

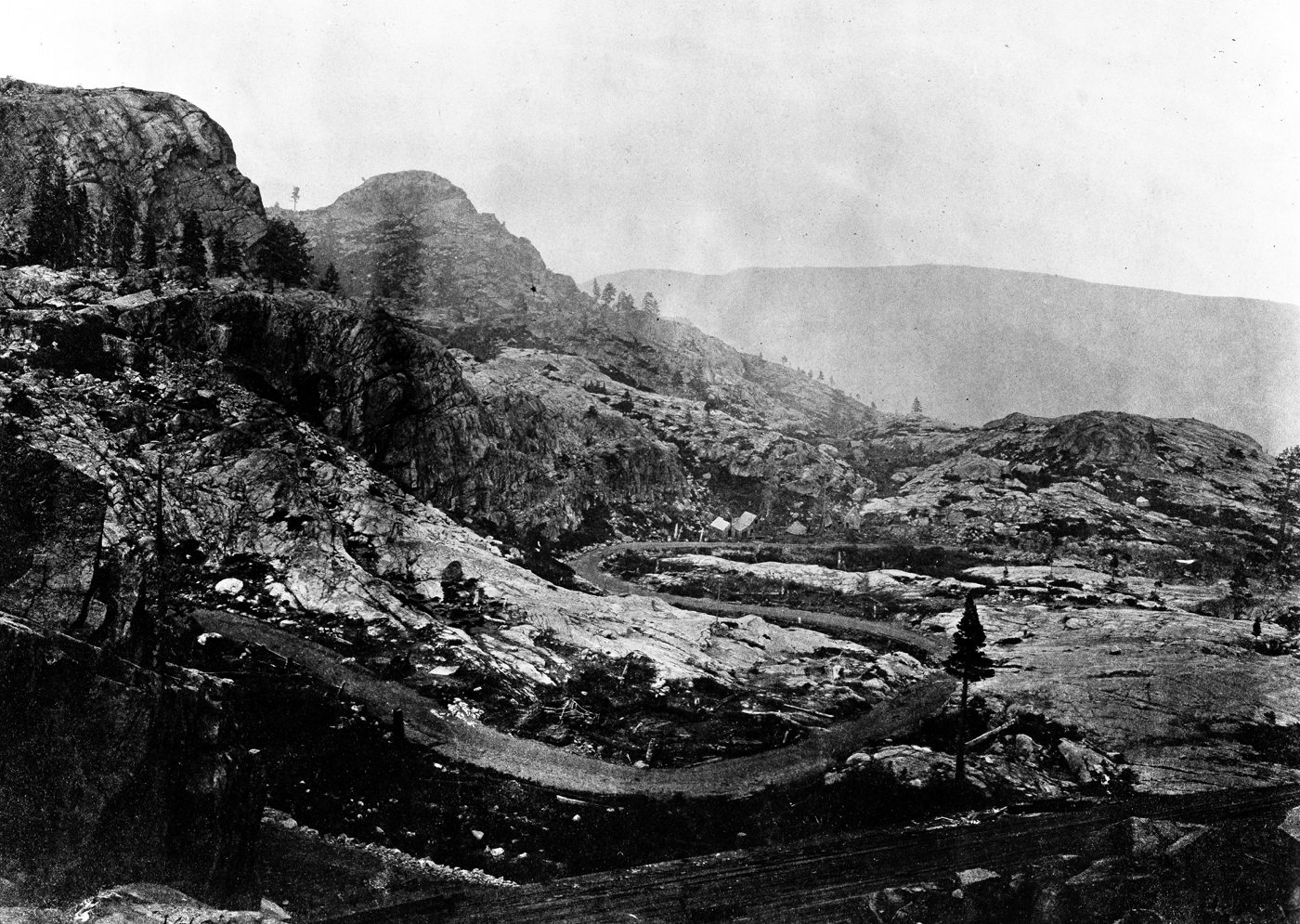
Donner Pass in den 1870ern

Eines Tages fand Smith in der Nähe des nordkalifornischen Donnerpasses einen eigenartig geformten Stein, der ihn an Kreaturen aus den Erzählungen Lovecrafts erinnerte. Er schickte ihm den Stein, worüber Lovecraft sich freute, der das Objekt scherzhaft „Der unnennbare Eikon“ und „Der, welcher wartet“ nannte.
Diese Bemerkungen können Smith dazu bewogen haben, am 15. Januar 1931 mit der Niederschrift seiner neuen Erzählung zu beginnen.
Während eines mehrtägigen Zeltausfluges in die Berge des Donner Passes wanderte Smith mit seiner Freundin Genevieve K. Sully erneut zum Crater Ridge. Dort untersuchte er die grotesk geformten Steine und war von der Landschaft fasziniert, deren Details er nach Sullys Darstellung später für Die Stadt der singenden Flamme verwendete.

## Hintergrund und Einzelheiten
In der Zeitspanne von 1928 bis 1937 verfasste Smith etwa hundert Erzählungen. Häufig schrieb er sie auf die Rückseiten älterer Typoskripte, die er nicht mehr verwenden wollte. Etwa die Hälfte seiner Kurzgeschichten lassen sich bestimmten Erzählzyklen zuordnen, deren Handlungen in phantastischen Welten und phantasievoll ausgestatteten Kulturen mit eigener Sprache und einem differenzierten mythologischen Hintergrund spielen. Neben Atlantis und Hyperborea, einem prähistorischen Kontinent, Mars und Venus sowie extrasolaren Planeten boten zwei fiktive Regionen einen dankbaren Hintergrund für das häufig makabre, mit Elementen des Horrors angereicherte Geschehen: Das mittelalterlich stilisierte Averoigne, in dem Vampire ihr Unwesen treiben, und Zothique, der letzte noch bewohnte Kontinent der Erde.
Am 12. August 1922 reagierte Lovecraft mit einem begeisterten Schreiben auf Smiths Gedichtbände Odes and Sonnets, Ebony and Crystal und Sandalwood, woraus sich im Laufe der Jahre eine Brieffreundschaft entwickelte, die bis zum Tod Lovecrafts anhielt. War Lovecraft anfänglich von Smiths Lyrik fasziniert, schätzte er bald auch dessen farbige, von ihm inspirierte Prosa und lobte sie in seinem Essay Supernatural Horror in Literature.
Sie tauschten sich aus und übernahmen bestimmte Details und Motive des anderen in ihr eigenes Werk. So integrierte Smith in einige seiner Geschichten – etwa in Des Magiers Wiederkehr – Elemente des Cthulhu-Mythos und reagierte mit dem „book of Eibon“ auf das Necronomicon Lovecrafts, das dieser dem „wahnsinnigen Araber“ Abdul Alhazred in die Feder legte und in zahlreichen Geschichten leitmotivisch erwähnte. Lovecraft wiederum verwendete Smiths Buchtitel in den Erzählungen Träume im Hexenhaus und The Man of Stone und lieh sich den von ihm erfundenen „Tsathoggua“ für Der Flüsterer im Dunkeln.
Mit dem „Verzücken der Motte, die in ihrem Lodern verging“ griff Smith ein traditionsreiches Motiv auf. Das Bild der Flamme, die einen Schmetterling anzieht und verbrennt, wurde von Johann Wolfgang von Goethe in einem seiner berühmtesten Gedichte verarbeitet, der Seligen Sehnsucht aus dem West-östlichen Divan.
Es entspricht dem Topos des „Verbrennens in und durch die Liebe“, das sich in einem (fälschlich) Hafis zugeschriebenen Ghasel in Joseph von Hammer-Purgstalls Übersetzung findet und fester Bestandteil persischer Lyrik ist.

## Rezeption

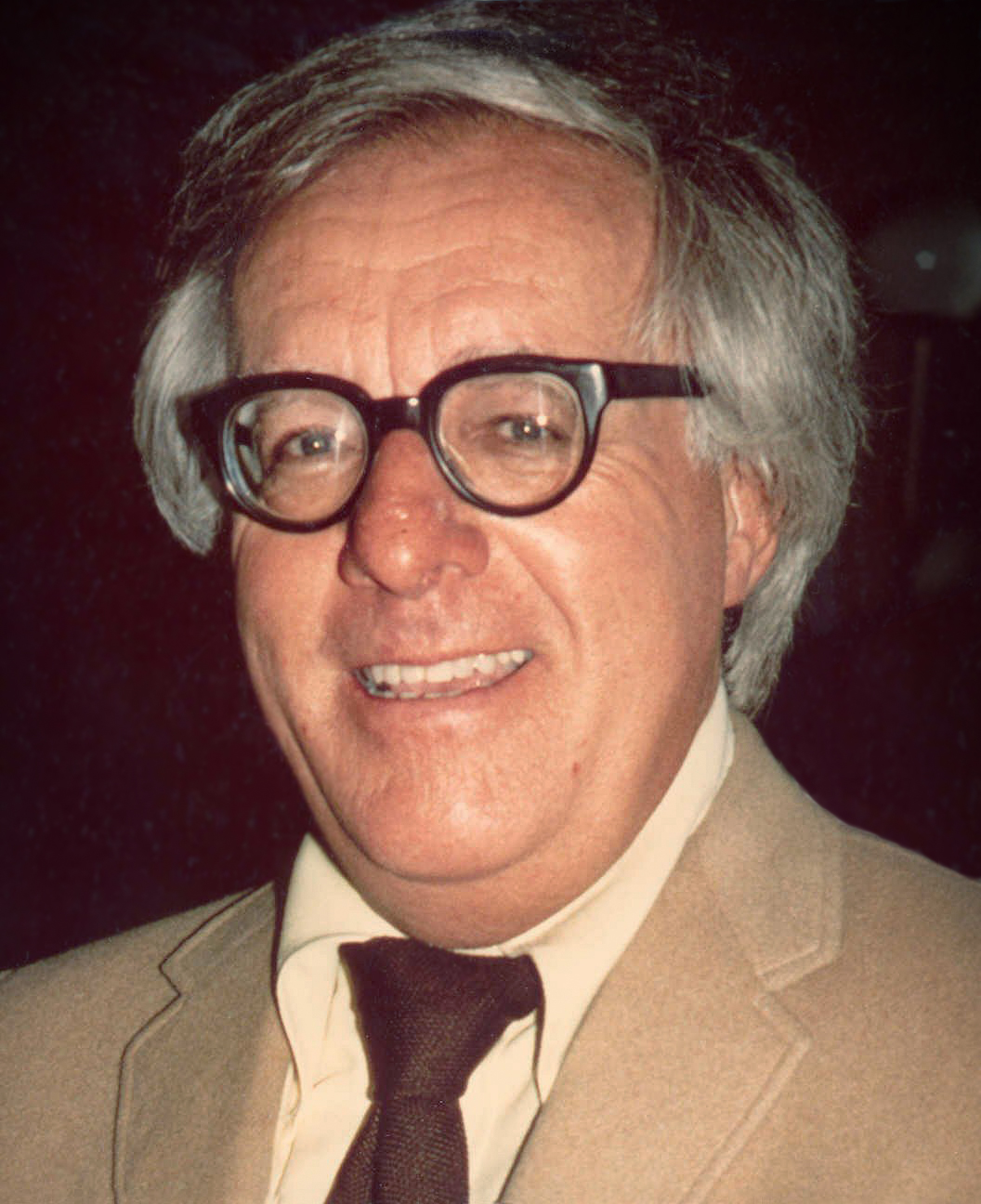
Ray Bradbury (1975)

Die Geschichte rief begeisterte Reaktionen hervor und beeindruckte unterschiedliche Autoren phantastischer Literatur wie H.P. Lovecraft, Ray Bradbury und Harlan Ellison.
Seinem Brieffreund Lovecraft kündigte Smith eine Geschichte mit dem Schauplatz Crater Ridge an, jener seltsamen Gegend, in der er den „unnennbaren Eikon“ gefunden habe. Irgendwann wolle er die Steine suchen, die flüchtig an die Sockel verfallener Säulen erinnerten, und sollte man danach nichts mehr von ihm hören, wäre sein Schicksal leicht zu erahnen. Lovecraft reagierte euphorisch und schrieb, dass er mit seinem neuen Werk einen „Volltreffer gelandet“ habe. Seit langem habe ihn keine Geschichte so mitgenommen. Sie gleiche den Träumen „mit der Art von Sturz in eine fremde Dimension, die ich mir im Angesicht eines lodernden und apokalyptischen Sonnenuntergangs oftmals ausmale“.
Bradbury lobte den farbigen Stil und die stilistischen Fähigkeiten Smiths. Er hatte eigene frühe Erzählungen ebenfalls bei Arkham House veröffentlicht und beschrieb den tiefen Eindruck, den die fantasievoll ausgeschmückte Welt der Erzählung auf ihn ausübte, und der sein eigenes Werk für den Rest seines Lebens beeinflusste.